# Sonorarctia commixta
Sonorarctia commixta là một loài bướm đêm thuộc phân họ Arctiinae, họ Erebidae.